# Trey
Trey är en ort och kommun  i distriktet Broye-Vully i kantonen Vaud, Schweiz. Kommunen har 314 invånare (2023).